# Willy Fritsch
Willy Fritsch (27 de janeiro de 1901 — 13 de julho de 1973) foi um ator alemão de teatro e cinema, popular da era do cinema mudo.
Sepultado no Cemitério de Ohlsdorf.

## Filmografia

### Filmes mudos
- Miss Venus (1921)
- Raid (1921)
- Die kleine Midinette (1921)
- Gelbstern (1921)
- Der Heiratsschwindler (1922)
- Der blinde Passagier (1922)
- Hallig Hooge (1923)
- His Mysterious Adventure (1923)
- Die Fahrt ins Glück (1923)
- Mother and Child (1924)
- Guillotine (1924)
- Express Train of Love (1925)
- The Farmer from Texas (1925)
- Dancing Mad (1925)
- A Waltz Dream (1925)
- The Girl with a Patron (1925)
- The Wooing of Eve (1926)
- The Prince and the Dancer (1926)
- The Boxer's Bride (1926)
- Chaste Susanne (1926)
- A Sister of Six (1926)
- The Last Waltz (1927)
- His Late Excellency (1927)
- The Woman in the Cupboard (1927)
- Guilty (1928)
- Spies (1928)
- Because I Love You (1928)
- Docks of Hamburg (1928)
- Hungarian Rhapsody (1928)
- Her Dark Secret (1929)
- Woman in the Moon (1929)

### Filmes sonoros
- Melody of the Heart (1929)
- Waltz of Love (1930)
- Hocuspocus (1930)
- The Three from the Filling Station (1930)
- Burglars (1930)
- Her Grace Commands (1931)
- In the Employ of the Secret Service (1931)
- Der Kongress tanzt (1931)
- Ronny (1931)
- The Cheeky Devil (1932)
- A Mad Idea (1932)
- A Blonde Dream (1932)
- I by Day, You by Night (1932)
- Season in Cairo (1933)
- Waltz War (1933)
- Des jungen Dessauers große Liebe (1933)
- Die Töchter Ihrer Exzellenz (1934)
- The Island (1934)
- Prinzessin Turandot (1934)
- Amphitryon (1935)
- Black Roses (1935)
- Boccacchio (1936)
- Lucky Kids (1936)
- Men Without a Fatherland (1937)
- Seven Slaps (1937)
- Gewitterflug zu Claudia (1937)
- Between the Parents (1938)
- The Girl of Last Night (1938)
- By a Silken Thread (1938)
- A Prussian Love Story (1938)
- Woman at the Wheel (1939)
- Die Geliebte (1939)
- Streit um den Knaben Jo (1939)
- Die unvollkommene Liebe (1940)
- Die keusche Geliebte [it] (1940)
- Das leichte Mädchen (1940)
- Dreimal Hochzeit [de] (1941)
- Frauen sind doch bessere Diplomaten (1941)
- Leichte Muse (1941)
- Vienna Blood (1942)
- Attack on Baku (1942)
- Beloved World (1942)
- A Salzburg Comedy (1943)
- Liebesgeschichten (1943)
- Die Gattin [de] (1943)
- Junge Adler [de] (1944)
- Die Fledermaus (1944–1946)
- Film Without A Title (1948)
- Finale (1948)
- Hallo - Sie haben Ihre Frau vergessen (1948)
- Twelve Hearts for Charly (1949)
- Derby (1949)
- Schatten in der Nacht (1949)
- Kätchen für alles (1949)
- The Beautiful Galatea (1950)
- Wonderful Times (1950)
- Mädchen mit Beziehungen (1950)
- King for One Night (1950)
- You Have to be Beautiful (1951)
- Maya of the Seven Veils (1951)
- The Heath is Green (1951)
- The Dubarry (1951)
- Mikosch Comes In (1952)
- Holiday From Myself (1952)
- At the Well in Front of the Gate (1952)
- We'll Talk About Love Later (1953)
- Lady's Choice (1953)
- When the White Lilacs Bloom Again (1953)
- Hungarian Rhapsody (1954)
- At the Order of the Czar (1954)
- Maxie (1954)
- Walking Back into the Past (1954)
- The Star of Rio (1955)
- Three Days Confined to Barracks (1955)
- The Happy Wanderer (1955)
- Love Is Just a Fairytale (1955)
- The Three from the Filling Station (1955)
- Black Forest Melody (1956)
- Where the Ancient Forests Rustle (1956)
- Das Donkosakenlied (1956)
- As Long as the Roses Bloom (1956)
- Der schräge Otto (1956)
- Two Hearts in May (1958)
- Schwarzwälder Kirsch (1958)
- Tunis Top Secret (1959)
- Mit Eva fing die Sünde an [de] (1958) / The Bellboy and the Playgirls (re-edited 1962)
- Hunting Party (1959)
- Sweetheart of the Gods (1960)
- Wenn die Heide blüht" (1960)
- What Is Father Doing in Italy? (1961)
- Isola Bella (1961)
- Der Himmel kann warten (TV, 1962)
- Jazz und Jux in Heidelberg / Verliebt in Heidelberg (1963)
- Rauf und runter (TV, 1964)
- I Learned It from Father (1964)